# Image Award/Beste Serie – Comedy
Image Award: Beste Serie – Comedy (Outstanding Comedy Series)

## 1980er Jahre
1988
 Die Bill Cosby Show

## 1990er Jahre
1991
 College Fieber

1992
 In Living Color

1993
 Der Prinz von Bel-Air

1994
 Martin

1995
 Martin

1996
 Living Single
- Ein schrecklich nettes Haus
- Martin
- Sister, Sister
- Der Prinz von Bel-Air

1997
 Cosby
- Living Single
- Martin
- Moesha
- Der Prinz von Bel-Air

1998
 Living Single
- Cosby
- The Steve Harvey Show
- Moesha
- The Gregory Hines Show

1999
 Cosby
- Sister, Sister
- The Steve Harvey Show
- Moesha
- The Jamie Foxx Show

## 2000er Jahre
2000
 The Steve Harvey Show
- Allein unter Nachbarn
- Linc’s
- The Cosby Mysteries
- For Your Love

2001
 The Steve Harvey Show
- Allein unter Nachbarn
- The Parkers
- The Jamie Foxx Show
- For Your Love

2002
 The Steve Harvey Show
- Allein unter Nachbarn
- What’s Up, Dad?
- Girlfriends
- The Bernie Mac Show

2003
 The Bernie Mac Show
- The Parkers
- What’s Up, Dad?
- Girlfriends
- One on One

2004
 The Bernie Mac Show
- Whoopi
- What’s Up, Dad?
- Girlfriends
- Half & Half

2005
 The Bernie Mac Show
- Chappelle’s Show
- What’s Up, Dad?
- Girlfriends
- Half & Half

2006
 Alle hassen Chris
- The Bernie Mac Show
- The Boondocks
- Girlfriends
- Half & Half

2007
 Alles Betty!
- All of Us
- Alle hassen Chris
- The Bernie Mac Show
- Girlfriends

2008
 House of Payne
- 30 Rock
- Alle hassen Chris
- Alles Betty!
- Girlfriends

2009
 House of Payne
- 30 Rock
- Alle hassen Chris
- Alles Betty!
- The Game